# HD149228
HD149228 — хімічно пекулярна зоря спектрального класу B9, що має видиму зоряну величину в смузі V приблизно 10,0.
Вона  розташована на відстані близько 2131,7 світлових років від Сонця.

## Пекулярний хімічний склад
Зоряна атмосфера HD149228 має підвищений вміст 
Si
.